# Jadzsima Sinja
Jadzsima Sinja (Szaitama, 1994. január 18. –) japán válogatott labdarúgó.

## Nemzeti válogatott
A japán U23-as válogatott tagjaként részt vett a 2016. évi nyári olimpiai játékokon.